# Catch That Kid
Catch That Kid (conocida como Misión sin permiso en España y Atrápenlos en Argentina) es una película estadounidense dirigida por Bart Freundlich.

## Argumento
La película cuenta la historia de Maddy (Kristen Stewart), una chica de doce años de edad que tiene una relación muy especial con su padre. Por desgracia su padre cae enfermo y para salvarle han de pagar una cantidad de la que no disponen. Maddy y sus dos amigos, Gus (Max Thieriot) y Austin (Corbin Bleu), deciden robar el banco en el que trabaja la madre de ésta para así poder costear la operación.

## Actores
- Kristen Stewart es Madeline "Maddy" Rose Phillips.
- Corbin Bleu es Austin.
- Max Thieriot es Gus.
- Jennifer Beals es Molly Phillips.
- Sam Robards es Tom Phillips.
- John Carroll Lynch es Mr. Hartman
- James Le Gros es Ferrell.
- Michael Des Barres es Brisbane.
- Stark Sands es Brad.
- Christine Estabrook es Sharon.

## Estreno
- Estados Unidos: 6 de febrero de 2004
- Brasil: 2 de abril de 2004
- Australia: 8 de abril de 2004
- España: 23 de abril de 2004
- Suecia: 14 de mayo de 2004
- Alemania: 10 de junio de 2004
- Noruega: 18 de junio de 2004
- Países Bajos: 22 de julio de 2004
- Italia: 23 de julio de 2004
- Francia: 4 de agosto de 2004
- Rusia: 5 de agosto de 2004
- República Checa: 21 de octubre de 2004
- Argentina: 17 de noviembre de 2004 (video premiere)
- Hungría: 23 de noviembre de 2004 (DVD premiere)
- Islandia: 24 de noviembre de 2004 (video premiere)